# Janusz Brych
Janusz Brych (ur. 21 stycznia 1929 w Grodźcu, zm. 15 stycznia 2011 w Warszawie) – polityk, dyplomata, działacz PZPR, poseł na Sejm PRL VI, VII i VIII kadencji, członek KC PZPR w latach 1972–1985, z wykształcenia inżynier lotnictwa. Sygnatariusz Porozumień Sierpniowych z 1980 między rządem PRL a Międzyzakładowym Komitetem Strajkowym w Szczecinie.

## Życiorys
Urodził się w rodzinie robotniczej. Ojciec Stefan, technik górniczy, sztygar w Kopalni Węgla Kamiennego „Grodziec”, za przynależność do wojskowej organizacji konspiracyjnej Związek Orła Białego, został przez Gestapo w 1941 aresztowany i osadzony w KL Auschwitz, w 1944 przeniesiony do KL Mauthausen, gdzie w 1945 został stracony.
Po ukończeniu szkoły podstawowej, w latach 1943–1945 pracował przymusowo w Kopalni Węgla Kamiennego „Grodziec” jako małoletni górnik. W 1945 rozpoczął naukę w I Liceum Ogólnokształcącym im. Mikołaja Kopernika w Będzinie, po ukończeniu którego w 1949 został przyjęty na Politechnikę Wrocławską, gdzie ukończył w 1953 Wydział Lotniczy.
W latach 1953–1962 pracował na stanowiskach kierowniczych w produkcji w Polskich Zakładach Lotniczych w Mielcu.
W latach 1945–1949 należał do Organizacji Młodzieży Towarzystwa Uniwersytetu Robotniczego i Związku Młodzieży Polskiej. Od 1952 do 1990 członek Polskiej Zjednoczonej Partii Robotniczej – w latach 1962–1968 sekretarz ekonomiczny Komitetu Wojewódzkiego PZPR w Rzeszowie, w latach 1971–1980 I sekretarz KW PZPR oraz przewodniczący Wojewódzkiej Rady Narodowej w Szczecinie, w latach 1980–1981 kierownik Wydziału Społeczno-Zawodowego KC PZPR, a w latach 1986–1988 starszy inspektor w KC PZPR.
W latach 1968–1969 dyrektor Zespołu Przemysłu Maszynowego Komisji Planowania przy Radzie Ministrów, w latach 1969–1971 wiceminister przemysłu maszynowego, w latach 1972–1985 poseł na Sejm (VI, VII i VIII kadencji), a w latach 1988–1989 główny specjalista ds. samorządu przy Radzie Państwa.
W latach 1982–1986 pełnił funkcję Radcy – Ministra Pełnomocnego Ambasady PRL w Moskwie, wielokrotnie pełniąc funkcję chargé d’affaires.

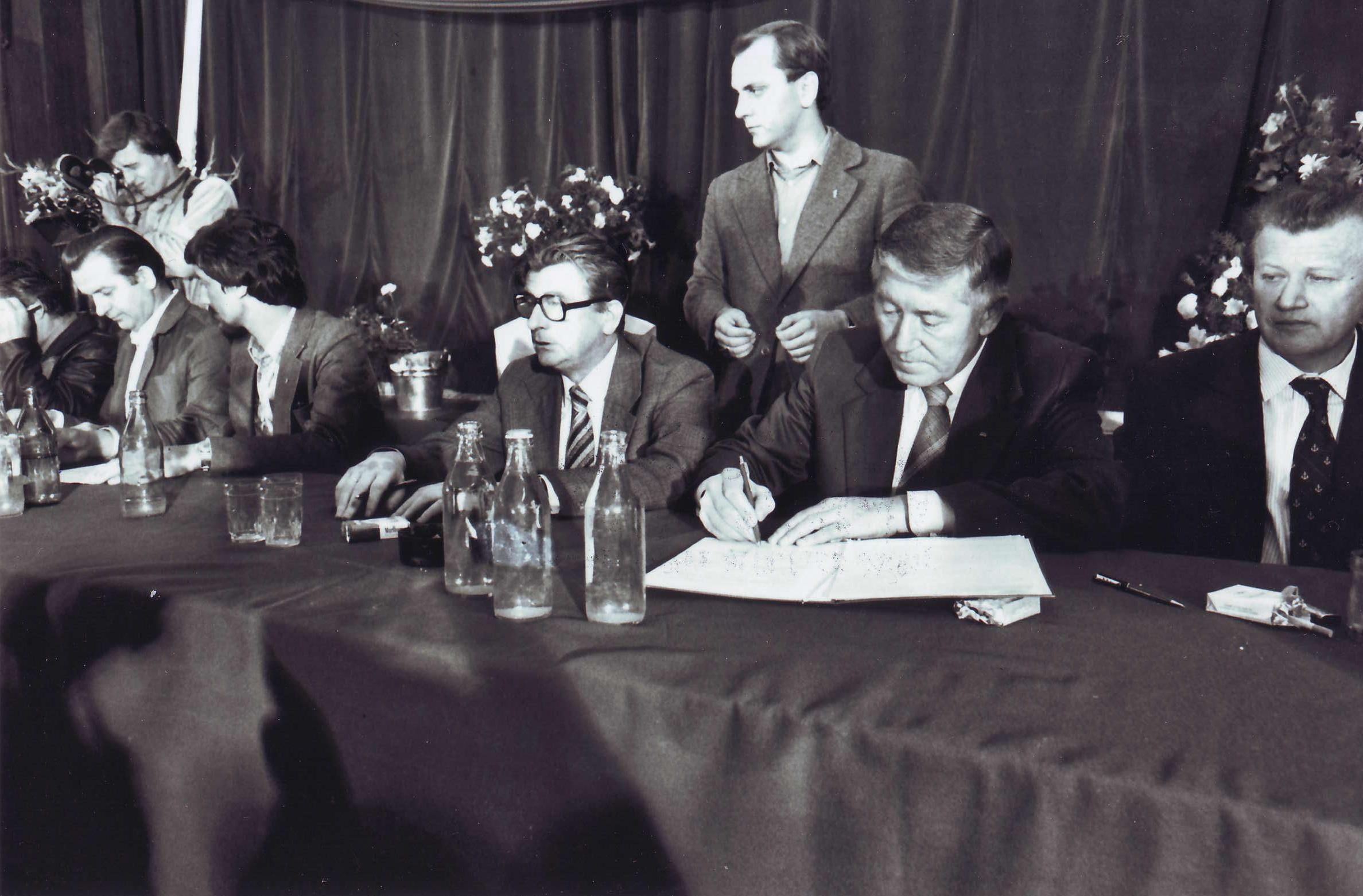
Janusz Brych podpisuje Szczecińskie Porozumienia Sierpniowe, 30 sierpnia 1980

Członek Komisji Rządowej, prowadzącej negocjacje z Międzyzakładowym Komitetem Strajkowym z siedzibą w Stoczni Szczecińskiej w sierpniu 1980. W latach 1980–1982 członek prezydium i sekretarz „Społecznej Komisji Konsultacyjnej, Krajowego Organu Doradczego i Informacyjnego”, powołanej przez Radę Państwa PRL dla zapewnienia pomocy w organizacji Związków Zawodowych w zakładach pracy.
Był jednym z sygnatariuszy strony rządowej Porozumienia między Rządem PRL a MKS, którego przewodniczącym w Szczecinie był Marian Jurczyk, zaś Komisji Rządowej przewodniczył wicepremier Kazimierz Barcikowski. Zawierało ono m.in. zgodę na powstanie niezależnych związków zawodowych – tzw. porozumienia sierpniowe.
Pochowany na wojskowych Powązkach (kwatera E-20-14).

## Odznaczenia

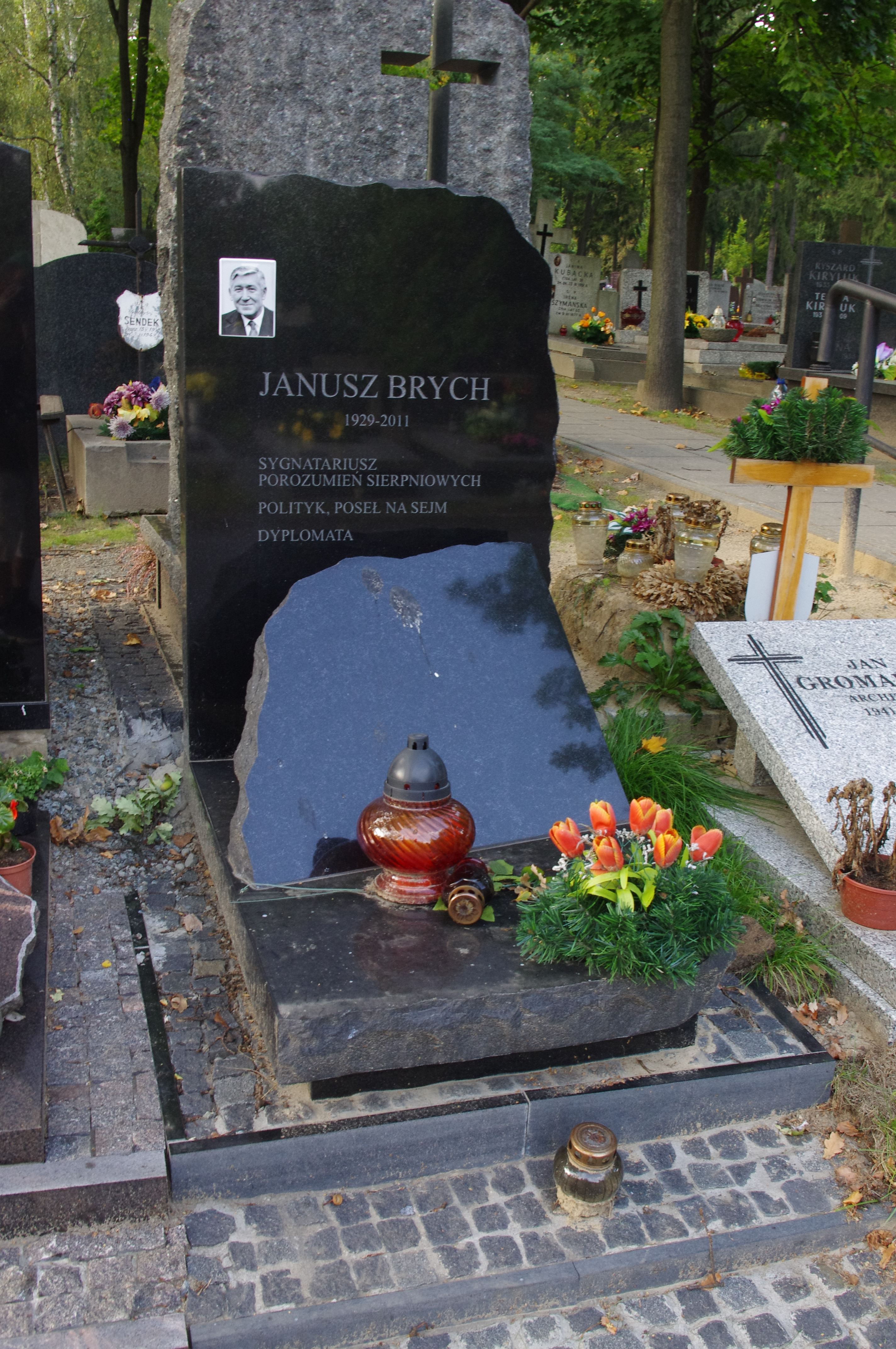
Grób polityka Janusza Brycha na Cmentarzu Wojskowym na Powązkach

- Order Sztandaru Pracy I klasy (1989)
- Order Sztandaru Pracy II klasy (1974)
- Krzyż Kawalerski Orderu Odrodzenia Polski (1964)
- Srebrny Krzyż Zasługi (1954)[2]
- Medal 30-lecia Polski Ludowej (1974)[3]
- Złoty Medal „Za zasługi dla obronności kraju”
- Srebrny Medal „Za Zasługi dla Obronności Kraju”
- Brązowy Medal „Za Zasługi dla Obronności Kraju”
- Medal „Za zasługi dla Marynarki Wojennej” (1974)[4]

## Życie prywatne
Syn Stefana i Stanisławy. Żoną Janusza Brycha była od 1952 Maria z Szadkowskich, deportowana na Syberię w 1940, skąd powróciła w 1946 do Wrocławia. Odznaczona Krzyżem Zesłańców Sybiru. W 2002 Janusz i Maria Brychowie zostali przez Prezydenta RP odznaczeni Medalami za Długoletnie Pożycie Małżeńskie. Ich dziećmi są syn Ryszard i córka Bożena.